# Campeonato Vale do Cávado 2011/12
O Campeonato de Futebol Amador do Vale do Cávado da temporada 2010-2011 é a 8ª edição desta competição de futebol amador para clubes não federados da Região de Braga.

## Participantes
| Equipas                 | Equipas  | Equipas                   | Equipas                                | Equipas         | Equipas |
| Equipa                  | Concelho | Freguesia                 | Estádio                                | Época 2010-2011 |         |
| ----------------------- | -------- | ------------------------- | -------------------------------------- | --------------- | ------- |
| GD Penela               | Braga    | Adaúfe                    | Campo de Águas Santas-Póvoa Lanhoso    | 1º lugar        |         |
| Jacarés FC              | Braga    | Celeirós                  | Parque Desportivo Celeirós - O Feliz   | 2º lugar        |         |
| GD Leões Sta. Lucrécia  | Braga    | Santa Lucrécia de Algeriz | Parque Desportivo de Santa Lucrécia    | 3º lugar        |         |
| Malmequeres             | Braga    | Celeirós                  | Campo Desportivo de Tadim              | 4º lugar        |         |
| Amigos da Noite         | Amares   | Rendufe                   | Campo de Santo André                   | 5º lugar        |         |
| ARCD Cairense           | Amares   | Caires                    | Parque Desportivo de Caires            | 6º lugar        |         |
| Estrelas União Barreiro | Braga    | Adaúfe                    | Campo de Jogos de Adaúfe               | 7º lugar        |         |
| Barros FC               | Braga    | Gualtar                   | Campo de Jogos de Nogueira             | 8º lugar        |         |
| Amigos Electro Noval    | Braga    | Aveleda                   | Campo Desportivo de Aveleda            | 9º lugar        |         |
| Imparáveis FC           | Braga    | Fradelos                  | Campo de Futebol de Cunha              | 10º lugar       |         |
| Dukes FC                | Braga    | Cabreiros                 | Campo de Cabreiros                     | 11º lugar       |         |
| Dínamo FC               | Braga    | Ferreiros                 | Campo Desportivo de Ferreiros          | 12º lugar       |         |
| ACR Os Unidos de Fiscal | Amares   | Fiscal                    | Campo Desportivo de Fiscal             | 13º lugar       |         |
| Juventus de Real        | Braga    | Real                      | Campo de Jogos do Sr. de Lírio-Semelhe | 14º lugar       |         |
| Os Camaradas CF         | Braga    | Padim da Graça            | Campo de Jogos do Sr. de Lírio-Semelhe | 15º lugar       |         |
| Juventude Gualtar FC    | Braga    | Gualtar                   | Campo de Futebol da Bela-Crespos       | 16º lugar       |         |
| SCOT (Os Tremeladas)    | Braga    | Celeirós                  | Campo de Jogos de Airão                | 17º lugar       |         |

## Tabela Classificativa
|     | Equipa             | Pts | J  | V  | E | D  | GM  | GS  |
| --- | ------------------ | --- | -- | -- | - | -- | --- | --- |
| 1.  | GD Penela          | 80  | 32 | 25 | 5 | 2  | 105 | 34  |
| 2.  | Amigos E. Noval    | 78  | 32 | 24 | 6 | 2  | 85  | 28  |
| 3.  | Jacarés FC         | 77  | 32 | 24 | 5 | 3  | 108 | 34  |
| 4.  | Amigos da Noite    | 66  | 32 | 21 | 3 | 8  | 88  | 41  |
| 5.  | Leões Sta.Lucrécia | 64  | 32 | 19 | 7 | 6  | 65  | 34  |
| 6.  | Malmequeres        | 47  | 32 | 14 | 5 | 13 | 65  | 52  |
| 7.  | Dukes FC           | 43  | 32 | 12 | 7 | 13 | 62  | 55  |
| 8.  | Dínamo FC          | 41  | 32 | 12 | 5 | 15 | 49  | 52  |
| 9.  | ARCD Cairense      | 39  | 32 | 10 | 9 | 13 | 58  | 74  |
| 10. | ACR Unidos Fiscal  | 38  | 10 | 10 | 8 | 14 | 42  | 49  |
| 11. | Barros FC          | 37  | 32 | 10 | 7 | 15 | 52  | 69  |
| 12. | Juventus Real      | 37  | 32 | 10 | 7 | 15 | 58  | 80  |
| 13. | CF Os Camaradas    | 34  | 33 | 10 | 4 | 18 | 48  | 76  |
| 14. | Imparáveis FC      | 27  | 32 | 7  | 6 | 19 | 44  | 82  |
| 15. | Juv. Gualtar       | 24  | 32 | 5  | 9 | 18 | 39  | 77  |
| 16. | EU Barreiro        | 16  | 32 | 5  | 1 | 26 | 36  | 102 |
| 17. | SCOT               | 11  | 32 | 2  | 5 | 25 | 39  | 108 |

(Actualizado a 28 Agosto de 2012)
- Legendas:

Pts: Pontos da equipa na competição

J: Jogos

V: Vitórias

E: Empates

D: Derrotas

GM: Golos marcados

GS: Golos sofridos
Critérios de desempate:
1. Melhor diferença de golos;
2. Mais vitórias;
3. Mais golos marcados na competição.

## Tabela Marcadores
|     | Goleadores           | Clube              | Golos |
| --- | -------------------- | ------------------ | ----- |
| 1.  | Claudio Martinho     | Amigos da Noite    | 42    |
| 2.  | Jorge Vieira         | Juventus Real      | 32    |
| 3.  | Bruno Miguel Ribeiro | Jacarés FC         | 19    |
| 4.  | Luis Ramos           | GD Penela          | 19    |
| 5.  | Emanuel Ventura      | CF Os Camaradas    | 18    |
| 6.  | Luis Fernandes       | GD Penela          | 18    |
| 7.  | Rubem Gomes          | Dukes FC           | 18    |
| 8.  | Vitor Bogas          | Leões Sta.Lucrécia | 16    |
| 9.  | José Paulo Costa     | Malmequeres        | 14    |
| 10. | Bruno Lopes          | Amigos E. Noval    | 13    |

## Jornadas

### 1ª Jornada
O Campeonato da Época 2011/12 iniciou-se a 25 de Setembro de 2011 com a disputa da 1ª Jornada.
| Visitado           | Resultado | Visitante       |
| Amigos E. Noval    | 1-2       | GD Penela       |
| Juv. Gualtar       | 3-0       | EU Barreiro     |
| Barros FC          | 1-2       | CF Os Camaradas |
| Leões Sta.Lucrécia | 2-2       | ARCD Cairense   |
| Imparáveis FC      | 2-4       | Amigos da Noite |
| SCOT               | 2-2       | Malmequeres     |
| Juventus de Real   | 3-0*      | Dukes FC        |
| ACR Unidos Fiscal  | 1-2       | Jacarés FC      |

Folga: Dínamo FC
'* - Juventus de Real aceitou a utilização de um árbitro suspenso pela organização e foi punido com a transformação da vitória em empate.

### 2ª Jornada
A 2ª Jornada disputou-se a 2 de Outubro de 2011.
| Visitado        | Resultado | Visitante          |
| CF Os Camaradas | 2-1       | ACR Unidos Fiscal  |
| Barros FC       | 0-3       | GD Penela          |
| EU Barreiro     | 2-4       | Jacarés FC         |
| ARCD Cairense   | 1-7       | Amigos E. Noval    |
| Amigos da Noite | 1-2       | Leões Sta.Lucrécia |
| Malmequeres     | 2-0       | Imparáveis FC      |
| Dukes FC        | 2-3       | SCOT               |
| Dínamo FC       | 2-2       | Juventus de Real   |

Folga: Juv. Gualtar

### 3ª Jornada
A 3ª Jornada disputou-se a 9 de Outubro de 2011.
| Visitado            | Resultado | Visitante       |
| ACR Unidos Fiscal   | 2-1       | EU Barreiro     |
| GD Penela           | 4-1       | CF Os Camaradas |
| Barros FC           | 1-1       | ARCD Cairense   |
| Amigos E. Noval     | 2-1       | Amigos da Noite |
| Leões Sta. Lucrécia | 2-2       | Malmequeres     |
| Imparáveis FC       | 2-3       | Dukes FC        |
| SCOT                | 0-2       | Dínamo FC       |
| Juventus de Real    | 3-2       | Juv. Gualtar    |

Folga: Jacarés FC

### 4ª Jornada
A 4ª Jornada disputou-se a 16 de Outubro de 2011.
| Visitado          | Resultado | Visitante           |
| ACR Unidos Fiscal | 1-2       | GD Penela           |
| ARCD Cairense     | 2-1       | CF Os Camaradas     |
| Amigos da Noite   | 3-2       | Barros FC           |
| Malmequeres       | 1-3       | Amigos E. Noval     |
| Dukes FC          | 1-2       | Leões Sta. Lucrécia |
| Dínamo FC         | 3-5       | Imparáveis FC       |
| Juv. Gualtar      | 3-1       | SCOT                |
| Jacarés FC        | 5-2       | Juventus de Real    |

Folga: EU Barreiro

### 5ª Jornada
A 5ª Jornada disputou-se a 23 de Outubro de 2011.
| Visitado            | Resultado | Visitante       |
| GD Penela           | 1-1       | ARCD Cairense   |
| Juventus de Real    | 4-0       | EU Barreiro     |
| CF Os Camaradas     | 1-3       | Amigos da Noite |
| Barros FC           | 0-3       | Malmequeres     |
| Amigos E. Noval     | 2-0       | Dukes FC        |
| Leões Sta. Lucrécia | 2-1       | Dínamo FC       |
| Imparáveis FC       | 2-1       | Juv. Gualtar    |
| SCOT                | 0-3       | Jacarés FC      |

Folga: ACR Unidos Fiscal

### 6ª Jornada
A 6ª Jornada disputou-se a 30 de Outubro de 2011.
| Visitado        | Resultado | Visitante           |
| ARCD Cairense   | 0-0       | ACR Unidos Fiscal   |
| Amigos da Noite | 3-1       | GD Penela           |
| EU Barreiro     | 0-1       | SOCT                |
| Malmequeres     | 1-1       | CF Os Camaradas     |
| Dukes FC        | 1-2       | Barros FC           |
| Dínamo FC       | 0-1       | Amigos E. Noval     |
| Juv. Gualtar    | 1-1       | Leões Sta. Lucrécia |
| Jacarés FC      | 5-0       | Imparáveis FC       |

Folga: Juventus de Real

### 7ª Jornada
A 7ª Jornada disputou-se a 6 de Novembro de 2011.
| Visitado            | Resultado | Visitante        |
| ACR Unidos Fiscal   | 2-0       | Juventus de Real |
| GD Penela           | 2-0       | Malmequeres      |
| Imparáveis FC       | 4-0       | EU Barreiro      |
| ARCD Cairense       | 1-2       | Amigos da Noite  |
| CF Os Camaradas     | 0-1       | Dukes FC         |
| Barros FC           | 0-1       | Dínamo FC        |
| Amigos E. Noval     | 1-1       | Juv. Gualtar     |
| Leões Sta. Lucrécia | 1-0       | Jacarés FC       |

Folga: SCOT

### 8ª Jornada
A 8ª Jornada disputou-se a 13 de Novembro de 2011.
| Visitado         | Resultado | Visitante           |
| Amigos da Noite  | 2-1       | ACR Unidos Fiscal   |
| Dukes FC         | 1-2       | GD Penela           |
| EU Barreiro      | 1-10      | Leões Sta. Lucrécia |
| Malmequeres      | 3-2       | ARCD Cairense       |
| Dínamo FC        | 7-2       | CF Os Camaradas     |
| Juv. Gualtar     | 1-1       | Barros FC           |
| Jacarés FC       | 0-0       | Amigos E. Noval     |
| Juventus de Real | 6-1       | SCOT                |

Folga: Imparáveis FC

### 9ª Jornada
A 9ª Jornada disputou-se a 20 de Novembro de 2011.
| Visitado          | Resultado | Visitante     |
| ACR Unidos Fiscal | 3-2       | SCOT          |
| GD Penela         | 5-0       | Dínamo FC     |
| Amigos E. Noval   | 6-1       | EU Barreiro   |
| Amigos da Noite   | 2-1       | Malmequeres   |
| ARCD Cairense     | 3-3       | Dukes FC      |
| CF Os Camaradas   | 0-0       | Juv. Gualtar  |
| Barros FC         | 0-3       | Jacarés FC    |
| Imparáveis FC     | 2-1       | Juventus Real |

Folga: Leões Sta. Lucrécia

### 10ª Jornada
A 10ª Jornada disputou-se a 27 de Novembro de 2011.
| Visitado         | Resultado | Visitante           |
| Malmequeres      | 3-0       | ACR Unidos Fiscal   |
| Juv. Gualtar     | 1-3       | GD Penela           |
| EU Barreiro      | 2-2       | Barros FC           |
| Dukes FC         | 0-3       | Amigos da Noite     |
| Dínamo FC        | 2-1       | ARCD Cairense       |
| Jacarés FC       | 3-1       | CF Os Camaradas     |
| Juventus de Real | 1-3       | Leões Sta. Lucrécia |
| SCOT             | 1-4       | Imparáveis FC       |

Folga: Amigos E. Noval

### 11ª Jornada
A 11ª Jornada disputou-se a 4 de Dezembro de 2011.
| Visitado            | Resultado | Visitante       |
| ACR Unidos Fiscal   | 1-0       | Imparáveis FC   |
| GD Penela           | 2-1       | Jacarés FC      |
| CF Os Camaradas     | 4-1       | EU Barreiro     |
| Dukes FC            | 1-2       | Malmequeres     |
| Dínamo FC           | 2-0       | Amigos da Noite |
| ARCD Cairense       | 2-2       | Juv. Gualtar    |
| Amigos E. Noval     | 2-2       | Juventus Real   |
| Leões Sta. Lucrécia | 0-0       | SCOT            |

Folga: Barros FC

### 12ª Jornada
A 12ª Jornada disputou-se a 11 de Dezembro de 2011.
| Visitado          | Resultado | Visitante           |
| ACR Unidos Fiscal | 0-0       | Dukes FC            |
| EU Barreiro       | 1-2       | GD Penela           |
| Malmequeres       | 1-1       | Dínamo FC           |
| Amigos da Noite   | 4-2       | Juv. Gualtar        |
| Jacarés FC        | 6-1       | ARCD Cairense       |
| Juventus de Real  | 2-3       | Barros FC           |
| SCOT              | 1-3       | Amigos E. Noval     |
| Imapráveis FC     | 1-4       | Leões Sta. Lucrécia |

Folga: CF Os Camaradas

### 13ª Jornada
A 13ª Jornada disputou-se a 18 de Dezembro de 2011.
| Visitado            | Resultado | Visitante         |
| Leões Sta. Lucrécia | 2-0       | ACR Unidos Fiscal |
| ARCD Cairense       | 2-2       | EU Barreiro       |
| Dukes FC            | 1-1       | Dínamo FC         |
| Juv. Gualtar        | 0-4       | Malmequeres       |
| Amigos da Noite     | 1-2       | Jacarés FC        |
| CF Os Camaradas     | 1-2       | Juventus Real     |
| Barros FC           | 4-3       | SCOT              |
| Amigos E. Noval     | 3-3       | Imparáveis FC     |

Folga: GD Penela

### 14ª Jornada
A 14ª Jornada disputou-se a 8 de Janeiro de 2012.
| Visitado        | Resultado | Visitante           |
| Dínamo FC       | 1-0       | ACR Unidos Fiscal   |
| Juventus Real   | 3-2       | GD Penela           |
| EU Barreiro     | 0-4       | Amigos da Noite     |
| Juv. Gualtar    | 1-1       | Dukes FC            |
| Jacarés FC      | 4-0       | Malmequeres         |
| SCOT            | 1-1       | CF Os Camaradas     |
| Imparáveis FC   | 2-4       | Barros FC           |
| Amigos E. Noval | 1-0       | Leões Sta. Lucrécia |

Folga: ARCD Cairense

### 15ª Jornada
A 15ª Jornada disputou-se a 15 de Janeiro de 2012.
| Visitado          | Resultado | Visitante           |
| ACR Unidos Fiscal | 0-2       | Amigos E. Noval     |
| GD Penela         | 6-0       | SCOT                |
| Malmequeres       | 4-2       | EU Barreiro         |
| Dínamo FC         | 5-3       | Juv. Gualtar        |
| Dukes FC          | 0-3       | Jacarés FC          |
| ARCD Cairense     | 4-3       | Juventus Real       |
| CF Os Camaradas   | 3-1       | Imparáveis FC       |
| Barros FC         | 1-3       | Leões Sta. Lucrécia |

Folga: Amigos da Noite

### 16ª Jornada
A 16ª Jornada disputou-se a 22 de Janeiro de 2012.
| Visitado            | Resultado | Visitante         |
| Juv. Gualtar        | 0-1       | ACR Unidos Fiscal |
| Imparáveis FC       | 0-3       | GD Penela         |
| Dukes FC            | 3-1       | EU Barreiro       |
| Jacarés FC          | 0-0       | Dínamo FC         |
| Juventus Real       | 2-5       | Amigos da Noite   |
| SCOT                | 0-2       | ARCD Cairense     |
| Leões Sta. Lucrécia | 3-0       | CF Os Camaradas   |
| Amigos E. Noval     | 3-0       | Barros FC         |

Folga: Malmequeres

### 17ª Jornada
A primeira volta da Época 2011/12 terminou a 29 de Janeiro de 2012 com a disputa da 17ª Jornada, com o GD Penela na frente com uma vantagem de 2 pontos para Jacarés FC.
| Visitado          | Resultado | Visitante          |
| ACR Unidos Fiscal | 2-2       | Barros FC          |
| GD Penela         | 4-2       | Leões Sta.Lucrécia |
| EU Barreiro       | 0-3       | Dínamo FC          |
| Jacarés FC        | 2-0       | Juv. Gualtar       |
| Malmequeres       | 0-1       | Juventus Real      |
| Amigos da Noite   | 6-1       | SCOT               |
| ARCD Cairense     | 4-0       | Imparáveis FC      |
| CF Os Camaradas   | 0-2       | Amigos E. Noval    |

Folga: Dukes FC

### 18ª Jornada
A 2º volta do campeonato iniciou-se com a disputa da 18ª Jornada a 5 de Fevereiro de 2012.
| Visitado        | Resultado | Visitante           |
| GD Penela       | 1-1       | Amigos E. Noval     |
| EU Barreiro     | 1-2       | Juv. Gualtar        |
| CF Os Camaradas | 2-3       | Barros FC           |
| ARCD Cairense   | 2-1       | Leões Sta. Lucrécia |
| Amigos da Noite | 3-0       | Imparáveis FC       |
| Malmequeres     | 6-1       | SCOT                |
| Dukes FC        | 4-1       | Juventus Real       |
| Jacarés FC      | 5-3       | ACR Unidos Fiscal   |

Folga: Dínamo FC

### 19ª Jornada
A 19ª Jornada disputou-se a 12 de Fevereiro de 2012.
| Visitado            | Resultado | Visitante       |
| ACR Unidos Fiscal   | 2-0       | CF Os Camaradas |
| GD Penela           | 2-2       | Barros FC       |
| Jacarés FC          | 4-1       | EU Barreiro     |
| Amigos E. Noval     | 1-0       | ARCD Cairense   |
| Leões Sta. Lucrécia | 1-0       | Amigos da Noite |
| Imparáveis FC       | 1-2       | Malmequeres     |
| SCOT                | 1-5       | Dukes FC        |
| Juventus Real       | 2-2       | Dínamo FC       |

Folga: Juv. Gualtar

### 20ª Jornada
A 20ª Jornada disputou-se a 19 de Fevereiro de 2012.
| Visitado        | Resultado | Visitante           |
| EU Barreiro     | 1-3       | ACR Unidos Fiscal   |
| CF Os Camaradas | 1-8       | GD Penela           |
| ARCD Cairense   | 4-2       | Barros FC           |
| Amigos da Noite | 0-1       | Amigos E. Noval     |
| Malmequeres     | 3-1       | Leões Sta. Lucrécia |
| Dukes FC        | 3-1       | Imparáveis FC       |
| Dínamo FC       | 2-1       | SCOT                |
| Juv. Gualtar    | 0-2       | Juventus Real       |

Folga: Jacarés FC

### 21ª Jornada
A 21ª Jornada disputou-se a 26 de Fevereiro de 2012.
| Visitado            | Resultado | Visitante         |
| GD Penela           | 2-2       | ACR Unidos Fiscal |
| CF Os Camaradas     | 2-3       | ARCD Cairense     |
| Barros FC           | 1-6       | Amigos da Noite   |
| Amigos E. Noval     | 0-1       | Malmequeres       |
| Leões Sta. Lucrécia | 1-0       | Dukes FC          |
| Imparáveis FC       | 0-2       | Dínamo FC         |
| SCOT                | 1-4       | Juv. Gualtar      |
| Juventus de Real    | 0-9       | Jacarés FC        |

Folga: EU Barreiro

### 22ª Jornada
A 22ª Jornada disputou-se a 4 de Março de 2012.
| Visitado        | Resultado | Visitante           |
| ARCD Cairense   | 4-6       | GD Penela           |
| EU Barreiro     | 1-4       | Juventus de Real    |
| Amigos da Noite | 5-1       | CF Os Camaradas     |
| Malmequeres     | 1-0       | Barros FC           |
| Dukes FC        | 1-3       | Amigos E. Noval     |
| Dínamo FC       | 1-2       | Leões Sta. Lucrécia |
| Juv. Gualtar    | 0-0       | Imparáveis FC       |
| Jacarés FC      | 4-1       | SCOT                |

Folga: ACR Unidos Fiscal

### 23ª Jornada
A 23ª Jornada disputou-se a 11 de Março de 2011.
| Visitado            | Resultado | Visitante       |
| ACR Unidos Fiscal   | 1-1       | ARCD Cairense   |
| GD Penela           | 1-1       | Amigos da Noite |
| SCOT                | 0 - 1     | EU Barreiro     |
| CF Os Camaradas     | 3-2       | Malmequeres     |
| Barros FC           | 1-1       | Dukes FC        |
| Amigos E. Noval     | 1-0       | Dínamo FC       |
| Leões Sta. Lucrécia | 2-0       | Juv. Gualtar    |
| Imparáveis FC       | 0-8       | Jacarés FC      |

Folga: Juventus de Real

### 24ª Jornada
A 24ª Jornada disputou-se a 18 de Março de 2012.
| Visitado         | Resultado | Visitante           |
| Juventus de Real | 2-2       | ACR Unidos Fiscal   |
| Malmequeres      | 0-1       | GD Penela           |
| EU Barreiro      | adiado    | Imparáveis FC       |
| Amigos da Noite  | 2-4       | ARCD Cairense       |
| Dukes FC         | 2-0       | CF Os Camaradas     |
| Dínamo FC        | 0-1       | Barros FC           |
| Juv. Gualtar     | 1-5       | Amigos E. Noval     |
| Jacarés FC       | 2-1       | Leões Sta. Lucrécia |

Folga: SCOT

### 25ª Jornada
A 25ª Jornada disputou-se a 25 de Março de 2011.
| Visitado            | Resultado | Visitante        |
| ACR Unidos Fiscal   | 1-1       | Amigos da Noite  |
| GD Penela           | 4-1       | Dukes FC         |
| Leões Sta. Lucrécia | 2-0       | EU Barreiro      |
| ARCD Cairense       | 3-0       | Malmequeres      |
| CF Os Camaradas     | 3-1       | Dínamo FC        |
| Barros FC           | 0-0       | Juv. Gualtar     |
| Amigos E. Noval     | 2-1       | Jacarés FC       |
| SCOT                | 1-1       | Juventus de Real |

Folga: Imparáveis FC

### 26ª Jornada
A 26ª Jornada disputou-se a 1 de Abril de 2012.
| Visitado      | Resultado | Visitante         |
| SCOT          | 1-1       | ACR Unidos Fiscal |
| Dínamo FC     | 2-3       | GD Penela         |
| EU Barreiro   | 2-5       | Amigos E. Noval   |
| Malmequeres   | 1-3       | Amigos da Noite   |
| Dukes FC      | 3-1       | ARCD Cairense     |
| Juv. Gualtar  | 1-4       | CF Os Camaradas   |
| Jacarés FC    | 2-1       | Barros FC         |
| Juventus Real | 1-1       | Imparáveis FC     |

Folga: Leões Sta. Lucrécia

### 27ª Jornada
A 27ª Jornada disputou-se a 15 de Abril de 2012.
| Visitado            | Resultado | Visitante        |
| ACR Unidos Fiscal   | 1-3       | Malmequeres      |
| GD Penela           | 9-1       | Juv. Gualtar     |
| Barros FC           | 3-2       | EU Barreiro      |
| Amigos da Noite     | 1-0       | Dukes FC         |
| ARCD Cairense       | -         | Dínamo FC        |
| CF Os Camaradas     | 3-4       | Jacarés FC       |
| Leões Sta. Lucrécia | 1-4       | Juventus de Real |
| Imparáveis FC       | 1-4       | SCOT             |

Folga: Amigos E. Noval

### 28ª Jornada
A 28ª Jornada disputou-se a 22 de Abril de 2012.
| Visitado        | Resultado | Visitante           |
| Imparáveis FC   | 2-0       | ACR Unidos Fiscal   |
| Jacarés FC      | 2-2       | GD Penela           |
| EU Barreiro     | 2-1       | CF Os Camaradas     |
| Malmequeres     | 5-5       | Dukes FC            |
| Amigos da Noite | 3-0       | Dínamo FC           |
| Juv. Gualtar    | 3-3       | ARCD Cairense       |
| Juventus Real   | 2-6       | Amigos E. Noval     |
| SCOT            | 1-3       | Leões Sta. Lucrécia |

Folga: Barros FC

### 29ª Jornada
A 29ª Jornada disputou-se a 29 de Abril de 2012.
| Visitado            | Resultado | Visitante         |
| Dukes FC            | 5-2       | ACR Unidos Fiscal |
| GD Penela           | 2-1       | EU Barreiro       |
| Dínamo FC           | 0-1       | Malmequeres       |
| Juv. Gualtar        | 1-6       | Amigos da Noite   |
| ARCD Cairense       | 1-6       | Jacarés FC        |
| Barros FC           | 3-2       | Juventus de Real  |
| Amigos E. Noval     | 5-2       | SCOT              |
| Leões Sta. Lucrécia | 1-1       | Imapráveis FC     |

Folga: CF Os Camaradas

### 30ª Jornada
A 30ª Jornada disputou-se a 6 de Maio de 2012.
| Visitado          | Resultado | Visitante           |
| ACR Unidos Fiscal | 0-1       | Leões Sta. Lucrécia |
| EU Barreiro       | 1-2       | ARCD Cairense       |
| Dínamo FC         | 0-2       | Dukes FC            |
| Malmequeres       | 0-0       | Juv. Gualtar        |
| Jacarés FC        | 3-3       | Amigos da Noite     |
| Juventus Real     | 1-2       | CF Os Camaradas     |
| SCOT              | 3-6       | Barros FC           |
| Imparáveis FC     | 0-5       | Amigos E. Noval     |

Folga: GD Penela

### 31ª Jornada
A 31ª Jornada disputou-se a 13 de Maio de 2012.
| Visitado            | Resultado | Visitante       |
| ACR Unidos Fiscal   | 4-1       | Dínamo FC       |
| GD Penela           | 7-0       | Juventus Real   |
| Amigos da Noite     | 0-1       | EU Barreiro     |
| Dukes FC            | 3-1       | Juv. Gualtar    |
| Malmequeres         | 2-4       | Jacarés FC      |
| CF Os Camaradas     | 5-1       | SCOT            |
| Barros FC           | 4-1       | Imparáveis FC   |
| Leões Sta. Lucrécia | 1-1       | Amigos E. Noval |

Folga: ARCD Cairense

### 32ª Jornada
A 32ª Jornada disputou-se a 20 de Maio de 2012.
| Visitado            | Resultado | Visitante         |
| Amigos E. Noval     | 2-1       | ACR Unidos Fiscal |
| SCOT                | 2-6       | GD Penela         |
| EU Barreiro         | 2-7       | Malmequeres       |
| Juv. Gualtar        | 1-3       | Dínamo FC         |
| Jacarés FC          | 2-2       | Dukes FC          |
| Juventus Real       | 2-0       | ARCD Cairense     |
| Imparáveis FC       | 1-1       | CF Os Camaradas   |
| Leões Sta. Lucrécia | 2-2       | Barros FC         |

Folga: Amigos da Noite

### 33ª Jornada
A 33ª Jornada disputou-se a 27 de Maio de 2012.
| Visitado          | Resultado | Visitante           |
| ACR Unidos Fiscal | 1-0       | Juv. Gualtar        |
| GD Penela         | 4-0       | Imparáveis FC       |
| EU Barreiro       | 1-6       | Dukes FC            |
| Dínamo FC         | 11-0      | Jacarés FC          |
| Amigos da Noite   | 1-2       | Juventus Real       |
| ARCD Cairense     | 3-1       | SCOT                |
| CF Os Camaradas   | 1-2       | Leões Sta. Lucrécia |
| Barros FC         | 0-3       | Amigos E. Noval     |

Folga: Malmequeres

### 34ª Jornada
O Época 2011/12 termin0u a 3 de Junho de 2012 com a disputa da 34ª Jornada.
| Visitado           | Resultado | Visitante         |
| Barros FC          | 0-1       | ACR Unidos Fiscal |
| Leões Sta.Lucrécia | 3-1       | GD Penela         |
| Dínamo FC          | 11-0      | EU Barreiro       |
| Juv. Gualtar       | 1-1       | Jacarés FC        |
| Juventus Real      | 1-0       | Malmequeres       |
| SCOT               | 1-0       | Amigos da Noite   |
| Imparáveis FC      | 0-0       | ARCD Cairense     |
| Amigos E. Noval    | 8 - 8     | CF Os Camaradas   |

Folga: Dukes FC